# Ututo
Ututo este o distribuție de Linux bazată pe Gentoo.